# مركز بنك التراث
مركز بنك التراث (بالإنجليزية: Heritage Bank Center)‏ هي ساحة داخلية تقع في وسط مدينة سينسيناتي ، بجوار جريت أميريكان بول بارك. اتخذت الساحة اسم يو أس بانك أرينا (بالإنجليزية: U.S. Bank Arena)‏ واحتفظت بهذا الاسم حتى عام 2019.